# Domingo Fletcher Valls
Domingo Fletcher Valls (València, 19 d'agost de 1912- 31 d'agost de 1995) va ser un arqueòleg valencià, dedicat a l'estudi de les cultures prehistòriques de les terres valencianes.
Domingo Fletcher va estudiar batxillerat en l'Institut Lluís Vives i en 1934 es va llicenciar en Filosofia i Lletres a la Universitat de València, rebent el Premi Extraordinari, doctorant-se posteriorment a Madrid. Professor Ajudant de Prehistòria i Arqueologia de la Universitat Central des del curs 1935-36.
Va participar en nombroses excavacions com la de Cova de la Pileta de Benaoján (província de Màlaga), en el Cabezo del Tío Pío d'Archena (Múrcia), en la Cova Negra a Xàtiva, en La Bastida de les Alcusses de Moixent, al Tossal de Sant Miquel a Llíria.
Va coincidir a la universitat amb els professors Luis Gonzalvo París, catedràtic d'Arqueologia, Epigrafia i Numismàtica i Lluís Pericot i Garcia, Catedràtic i sotsdirector del Servei d'Investigació Prehistòrica de València.
La col·laboració de Pericot amb Isidre Ballester i Tormo, que en 1927 havia fundat el Servei d'Investigació Prehistòrica, va portar al fet que Domingo Fletcher, entre altres alumnes, començara a col·laborar en les recerques i excavacions del SIP. En 1931 Domingo Fletcher va ser nomenat agregat del Servei i en 1932, col·laborador.
Des de 1932, sent ell molt jove, va estar relacionat amb el Servei d'Investigació Prehistòrica, participant en alguna de les seues excavacions arqueològiques. Des de 1950 fins a la seua jubilació en 1982, va ocupar el lloc de director del SIP i del Museu de Prehistòria de València, quedant des de 1984 com a director honorari d'ambdues institucions. Després de la seua mort en 1995, el Museu de Prehistòria de València va passar a anomenar-se "Domingo Fletcher Valls". Destaquen els seus estudis sobre ploms i inscripcions ibèriques.
També va ser Cap de la secció de Prehistòria a València del CSIC des de 1953.
La Diputació de València va nomenar-lo director honorari del SIP en 1984 i, després de la seua defunció en 1995, va donar el seu nom des de 1996 al Museu de Prehistòria de València.